# Thomas Mofolo
Thomas Mokopu Mofolo (n. 22 decembrie 1876 - d. 8 septembrie 1948) este considerat ca fiind cel mai important scriitor din Lesotho.
De obicei scrie în limba sesotho, dar cea mai reușită lucrare a sa, Chaka, a fost tradusă în engleză și încă câteva limbi străine.
Acesta a fost primul roman istoric al literaturii africane moderne și se remarcă prin viziunea filozofică asupra tradiției și reliefează unitatea inseparabilă dintre natură și lumea interioară, ca și arta narativă, ce îi conferă un loc specific în patrimoniul literaturii universale.
Scrierile sale oferă modele exemplare de conduită umană.

## Scrieri
- 1906: Moeti oa bochabela ("Pelerin spre răsărit");
- 1908 (publicat în 1925): Chaka;
- 1910: Pitseng.